# Tercera División de España (Grupo II)
El grupo II de la Tercera División española de fútbol fue el grupo autonómico asturiano de dicha categoría en sus últimas ediciones.
El U.C. Ceares fue el último campeón del Grupo II de la extinta Tercera División.
Fue sustituido en 2021 por el Grupo II de la Tercera RFEF, quinto nivel del sistema de ligas de fútbol de España.
La temporada inaugural como grupo exclusivamente asturiano fue la de 1986-87, al separarse los clubes asturianos de los cántabros, con los que compartieron grupo de Tercera División hasta la temporada anterior. Esa primera temporada la disputaron los siguientes equipos (en negrita lo que provenían del grupo astur-cántabro de Tercera 1985-86; el resto habían ascendido desde la Regional Preferente de Asturias): 
- Club Asturias
- Atlético de Lugones Sociedad Deportiva
- Sociedad Deportiva Atlético La Camocha
- Caudal Deportivo
- Unión Club Ceares
- Deportiva Piloñesa
- El Entrego Club Deportivo
- Club Europa de Nava
- Club Hispano de Castrillón
- Unión Popular de Langreo
- Sociedad Deportiva Lenense
- Club Marino de Luanco
- Club Deportivo Mosconia
- Real Oviedo Aficionados
- Pumarín Club de Fútbol
- Real Avilés Industrial
- Club Deportivo San Martín
- Club Siero
- Sporting Atlético
- Club Deportivo Turón

## Sistema de competición
Esta temporada tuvo un sistema de competición de transición, provocado por la paralización del fútbol no profesional a causa de la pandemia de Coronavirus. La Tercera División sufrió un proceso de transición en el que en la temporada 2021-2022 pasó de ser la cuarta categoría a nivel nacional a ser la quinta, y cambió su denominación a Tercera División RFEF. El lunes 14 de septiembre se confirmaron las bases de competición.
En la Primera Fase participaron veintiún clubes encuadrados en dos subgrupos de once y diez equipos cada uno. Se enfrentaron en cada subgrupo todos contra todos en dos ocasiones -una en campo propio y otra en campo contrario- durante un total de 18 y 22 jornadas respectivamente. El orden de los encuentros se decidió por sorteo antes de empezar la competición. La Federación Asturiana de Fútbol fue la responsable de designar las fechas de los partidos y los árbitros de cada encuentro, reservando al equipo local la potestad de fijar el horario exacto de cada encuentro.
Una vez finalizada la Primera Fase los tres primeros clasificados avanzaron a la Segunda Fase para Segunda División RFEF, los clasificados entre la cuarta y sexta posición lo hicieron a la Segunda Fase por la Fase Final para Segunda División RFEF / Play Off de Ascenso a Segunda División RFEF, y el resto disputaron la Segunda Fase por la Permanencia en Tercera División RFEF. Los puntos obtenidos, así como los goles, tanto a favor como en contra, se arrastraron a la siguiente fase, comenzado cada equipo su fase específica con los puntos y goles obtenidos en la Primera Fase.
En la Segunda Fase para Segunda División RFEF participaron seis clubes en un único grupo. Se rescataron los puntos obtenidos en la Primera Fase y se enfrentaron tan solo los equipos que hayan estado en distintos subgrupos en dos ocasiones -una en campo propio y otra en campo contrario- durante un total de 6 jornadas. El orden de los encuentros se decidió por sorteo antes de empezar la Fase. Los dos primeros clasificados ascendieron directamente a la nueva Segunda RFEF, mientras que los otros cuatro equipos disputaron la Fase Final de Eliminatorias a Segunda División RFEF / Play Off de Ascenso a Segunda División RFEF.
En la Segunda Fase por el Play Off de Ascenso a Segunda División RFEF participaron seis clubes en un único grupo. Se rescataron los puntos obtenidos en la Primera Fase y se enfrentaron tan solo los equipos que hayan estado en distintos subgrupos en dos ocasiones -una en campo propio y otra en campo contrario- durante un total de 6 jornadas. El orden de los encuentros se decidió por sorteo antes de empezar la Fase. Los dos primeros clasificados disputaron la Fase Final de Eliminatorias a Segunda División RFEF / Play Off de Ascenso a Segunda División RFEF, mientras que los cuatro primeros participarán en Tercera División RFEF.
En la Segunda Fase por la Permanencia en Tercera División RFEF participaron nueve clubes en un único grupo. Se rescataron los puntos obtenidos en la Primera Fase y se enfrentaron tan solo los equipos que hayan estado en distintos subgrupos en dos ocasiones -una en campo propio y otra en campo contrario- durante un total de 10 jornadas. El orden de los encuentros se decidió por sorteo antes de empezar la Fase. Los cinco últimos clasificados descendieron directamente a Regional Preferente de Asturias, mientras que los cuatro primeros permanecen en Tercera RFEF.
El ganador de un partido obtuvo tres puntos, el perdedor cero puntos, y en caso de empate hubo un punto para cada equipo. 
Por último la Fase Final de Ascenso a Segunda División RFEF / Play Off de Ascenso a Segunda División RFEF la disputaron seis clubes en formato de eliminatorias a partido único, ejerciendo de local el equipo con mejor clasificación. En la primera ronda compitieron los dos primeros clasificados de la Fase Intermedia y los clasificados en quinta y sexta posición de la Segunda Fase de Ascenso. Los vencedores de esta ronda jugaron la segunda eliminatoria donde se incorporaron los clasificados en tercera y cuarta posición de la Segunda Fase de Ascenso. Los vencedores disputaron una final de la que salió la tercera plaza de ascenso a Segunda División RFEF.

## Equipos de la última temporada (2020-21)
- Caudal Deportivo
- Club Siero
- Condal Club
- Real Avilés
- Avilés Stadium
- CD Praviano
- UC Ceares
- UD Gijón Industrial
- CD Colunga
- SD Lenense
- CD Llanes
- Navarro CF
- L'Entregu CF
- EI San Martín
- CD Tuilla
- UD Llanera
- Urraca CF
- CD Vallobín
- CD Mosconia de Grado
- Real Titánico
- Valdesoto CF

## Campeones de grupo

### Entre 1980-81 y 1985/86 (grupo II asturiano y cántabro)
- 1980-81: Sporting Atlético
- 1981-82: U. P. Langreo
- 1982-83: C. D. Ensidesa
- 1983-84: Caudal Deportivo
- 1984-85: Club Siero
- 1985-86: U. P. Langreo

### Palmarés entre 1980-81 y 1985/86 (grupo II asturiano y cántabro)
- U. P. Langreo: 2 campeonatos (1981-82 y 1985-86)
- Sporting Atlético: 1 campeonato (1980-81)
- C. D. Ensidesa: 1 campeonato (1982-83)
- Caudal Deportivo: 1 campeonato (1983-84)
- Club Siero: 1 campeonato (1984-85)

### Desde 1986-87 (grupo II asturiano)
| - 1986-87: Caudal Deportivo - 1987-88: Real Oviedo Vetusta - 1988-89: Sporting Atlético - 1989-90: Real Oviedo Vetusta - 1990-91: Caudal Deportivo - 1991-92: Club Deportivo Lealtad - 1992-93: Caudal Deportivo - 1993-94: Caudal Deportivo | - 1994-95: Caudal Deportivo - 1995-96: Real Titánico - 1996-97: Club Siero - 1997-98: Club Deportivo Lealtad - 1998-99: Club Marino de Luanco - 1999-00: Club Deportivo Lealtad - 2000-01: Club Marino de Luanco - 2001-02: Unión Popular de Langreo | - 2002-03: Caudal Deportivo - 2003-04: Real Oviedo - 2004-05: Real Oviedo - 2005-06: Club Deportivo Universidad de Oviedo - 2006-07: Caudal Deportivo - 2007-08: Real Oviedo - 2008-09: Real Oviedo - 2009-10: Caudal Deportivo | - 2010-11: Club Marino de Luanco - 2011-12: Caudal Deportivo - 2012-13: Club Deportivo Tuilla - 2013-14: Club Deportivo Lealtad - 2014-15: Condal Club - 2015-16: Caudal Deportivo - 2016-17: Real Sporting de Gijón B - 2017-18: Real Oviedo Vetusta - 2018-19: Club Deportivo Lealtad - 2019-20: Club Deportivo Lealtad - 2020-21: Unión Club Ceares |

### Palmarés desde 1986-87 (grupo II asturiano)
- Caudal Deportivo: 10 campeonatos (1986-87, 1990-91, 1992-93, 1993-94, 1994-95, 2002-03, 2006-07, 2009-10, 2011-12 y 2015-16)
- Club Deportivo Lealtad: 5 campeonatos (1991-92, 1997-98, 1999-00, 2013-14 y 2018-19)
- Real Oviedo: 4 campeonatos (2003-04, 2004-05, 2007-08 y 2008-09)
- Real Oviedo Vetusta: 3 campeonatos (1987-88, 1989-90 y 2017-18)
- Club Marino de Luanco: 3 campeonatos (1998-99, 2000-01 y 2010-11)
- Real Sporting de Gijón B: 2 campeonatos (1988-89 y 2016-17)
- Real Titánico: 1 campeonato (1995-96)
- Club Siero: 1 campeonato (1996-97)
- Unión Popular de Langreo: 1 campeonato (2001-02)
- Club Deportivo Universidad de Oviedo: 1 campeonato (2005-06)
- Club Deportivo Tuilla: 1 campeonato (2012-13)
- Condal Club: 1 campeonato (2014-15)
- Unión Club Ceares: 1 campeonato (2020-21)

## Clasificación histórica
La clasificación histórica de la Tercera División Asturiana de fútbol está elaborada por la Asociación para la Recopilación de Estadísticas del Fútbol Español (AREFE) y se basa en los puntos conseguidos por cada uno de los equipos en la categoría.
Actualizado hasta la temporada 2017-18 incluida. Sombreados los equipos pertenecientes a la temporada 2018-19
| Pos | Equipo                               | Temp | PJ   | Ptos | PG  | PE  | PP  | GF   | GC   |
| --- | ------------------------------------ | ---- | ---- | ---- | --- | --- | --- | ---- | ---- |
| 1   | Caudal Deportivo de Mieres           | 50   | 1776 | 2594 | 940 | 446 | 390 | 3063 | 1672 |
| 2   | U. P. Langreo                        | 46   | 1606 | 2501 | 885 | 363 | 358 | 3063 | 1589 |
| 3   | Real Avilés C. F.                    | 42   | 1540 | 2314 | 763 | 396 | 381 | 2555 | 1498 |
| 4   | Club Siero                           | 48   | 1738 | 1996 | 654 | 463 | 621 | 2356 | 2308 |
| 5   | C. D. Turón                          | 47   | 1638 | 1596 | 575 | 380 | 683 | 2063 | 2459 |
| 6   | Real Oviedo Vetusta                  | 34   | 1188 | 1550 | 525 | 289 | 374 | 1946 | 1455 |
| 7   | C. D. San Martín                     | 39   | 1372 | 1455 | 495 | 331 | 546 | 1835 | 1993 |
| 8   | Club Marino de Luanco                | 28   | 1008 | 1383 | 442 | 263 | 303 | 1504 | 1185 |
| 9   | C. D. Lealtad                        | 23   | 874  | 1382 | 421 | 227 | 226 | 1381 | 918  |
| 10  | U. D. Gijón Industrial               | 31   | 1178 | 1271 | 351 | 331 | 486 | 1319 | 1641 |
| 11  | Real Titánico                        | 33   | 1150 | 1264 | 415 | 272 | 463 | 511  | 1707 |
| 10  | C. D. Universidad de Oviedo          | 22   | 836  | 1264 | 368 | 207 | 261 | 1255 | 987  |
| 13  | C. D. Tuilla                         | 21   | 798  | 1191 | 335 | 213 | 250 | 1152 | 1001 |
| 14  | C.D. Mosconia                        | 25   | 950  | 1077 | 316 | 259 | 375 | 1146 | 1303 |
| 15  | Ribadesella C.F.                     | 22   | 836  | 1060 | 301 | 237 | 298 | 1041 | 1058 |
| 16  | Candás C.F.                          | 26   | 932  | 1039 | 327 | 255 | 350 | 1105 | 1195 |
| 17  | C.D. Praviano                        | 26   | 924  | 975  | 305 | 249 | 370 | 1106 | 1285 |
| 18  | Real Sporting de Gijón "B"           | 16   | 608  | 948  | 320 | 159 | 129 | 1073 | 540  |
| 19  | C.D. Llanes                          | 17   | 646  | 897  | 237 | 186 | 223 | 862  | 843  |
| 20  | Navia C.F.                           | 18   | 684  | 828  | 235 | 194 | 255 | 857  | 892  |
| 21  | Club Hispano de Castrillón           | 21   | 782  | 827  | 269 | 200 | 313 | 974  | 1090 |
| 22  | Condal Club                          | 16   | 608  | 816  | 218 | 162 | 228 | 746  | 797  |
| 23  | Navarro CF                           | 18   | 684  | 776  | 203 | 186 | 295 | 772  | 958  |
| 24  | Astur C.F.                           | 17   | 646  | 755  | 204 | 166 | 276 | 761  | 942  |
| 25  | Pumarín C.F.                         | 18   | 684  | 733  | 218 | 188 | 278 | 745  | 932  |
| 26  | C.D. Covadonga                       | 14   | 532  | 707  | 196 | 119 | 217 | 734  | 748  |
| 27  | C.D. Ensidesa                        | 16   | 552  | 690  | 276 | 138 | 138 | 963  | 592  |
| 28  | Deportiva Piloñesa                   | 18   | 684  | 665  | 215 | 174 | 295 | 793  | 984  |
| 29  | Luarca C.F.                          | 18   | 606  | 587  | 196 | 149 | 261 | 733  | 904  |
| 30  | Unión C. Ceares                      | 14   | 524  | 568  | 146 | 140 | 238 | 571  | 804  |
| 31  | Racing de Sama                       | 18   | 466  | 478  | 199 | 80  | 187 | 869  | 894  |
| 32  | S.D. Lenense                         | 15   | 554  | 469  | 153 | 137 | 264 | 593  | 892  |
| 33  | Santiago de Aller C.F.               | 14   | 476  | 443  | 164 | 105 | 207 | 609  | 721  |
| 34  | C.D. Cudillero                       | 9    | 342  | 417  | 108 | 101 | 133 | 402  | 452  |
| 35  | S.D. Colloto                         | 11   | 418  | 414  | 105 | 99  | 214 | 434  | 690  |
| 36  | At. La Camocha S.D.                  | 13   | 446  | 408  | 148 | 112 | 186 | 624  | 685  |
| 37  | C. Europa de Nava                    | 12   | 456  | 408  | 138 | 122 | 196 | 529  | 687  |
| 38  | At. Lugones                          | 11   | 418  | 405  | 116 | 115 | 187 | 444  | 614  |
| 39  | Real Oviedo                          | 4    | 152  | 357  | 113 | 24  | 15  | 332  | 86   |
| 40  | Real Juvencia                        | 14   | 332  | 305  | 121 | 63  | 148 | 623  | 674  |
| 41  | El Entrego C.D.                      | 10   | 364  | 295  | 108 | 79  | 177 | 397  | 580  |
| 42  | U.D. El Entrego                      | 8    | 228  | 277  | 122 | 33  | 73  | 502  | 360  |
| 43  | S.D. Narcea                          | 6    | 228  | 257  | 63  | 68  | 97  | 227  | 325  |
| 44  | C. Asturias                          | 6    | 228  | 204  | 71  | 62  | 95  | 203  | 270  |
| 45  | Urraca C.F.                          | 5    | 190  | 204  | 47  | 63  | 80  | 226  | 269  |
| 46  | Pelayo C.F. de Gijón                 | 8    | 240  | 192  | 73  | 46  | 121 | 325  | 487  |
| 47  | Andés C.F.                           | 5    | 190  | 174  | 39  | 57  | 94  | 161  | 309  |
| 48  | C.D. Colunga                         | 3    | 114  | 156  | 48  | 15  | 51  | 155  | 168  |
| 49  | R.D. Gijonés/Racing Gijón/Club Gijón | 8    | 137  | 156  | 66  | 24  | 47  | 300  | 241  |
| 50  | Nalón C.F.                           | 3    | 114  | 113  | 27  | 32  | 55  | 151  | 223  |
| 51  | Real Tapia C.F.                      | 3    | 114  | 110  | 26  | 32  | 56  | 118  | 163  |
| 52  | Valdesoto C.F.                       | 4    | 152  | 108  | 24  | 38  | 90  | 140  | 316  |
| 53  | Berrón C.F.                          | 3    | 114  | 99   | 27  | 28  | 59  | 106  | 180  |
| 54  | C.D. Trasona                         | 2    | 76   | 70   | 18  | 16  | 42  | 75   | 129  |
| 55  | L'Entregu C.F.                       | 2    | 76   | 107  | 27  | 26  | 23  | 95   | 89   |
| 56  | U.D. Llanera                         | 2    | 76   | 74   | 18  | 20  | 38  | 86   | 126  |
| 57  | C.D. Lieres                          | 3    | 90   | 45   | 19  | 7   | 64  | 116  | 246  |
| 58  | E.I. San Martín                      | 1    | 38   | 51   | 12  | 15  | 11  | 41   | 50   |
| 59  | C.D. Santiago de Carbayín            | 3    | 92   | 44   | 14  | 16  | 62  | 99   | 292  |
| 60  | Lada Langreo C.F.                    | 1    | 38   | 28   | 8   | 12  | 18  | 31   | 58   |
| 61  | A.D. Ribadedeva                      | 1    | 38   | 23   | 5   | 13  | 20  | 25   | 46   |
| 62  | Canicas At. C.                       | 1    | 38   | 23   | 8   | 7   | 23  | 33   | 73   |
| 63  | S.D.R. San Lázaro                    | 1    | 38   | 21   | 4   | 9   | 25  | 31   | 65   |
| 64  | C. Recreativo Arnao                  | 1    | 30   | 20   | 8   | 4   | 18  | 38   | 62   |
| 65  | Carbayedo C.F.                       | 1    | 30   | 16   | 5   | 6   | 19  | 32   | 60   |
| 66  | Somió C.F.                           | 1    | 30   | 12   | 4   | 4   | 22  | 42   | 81   |